# 戈達赫

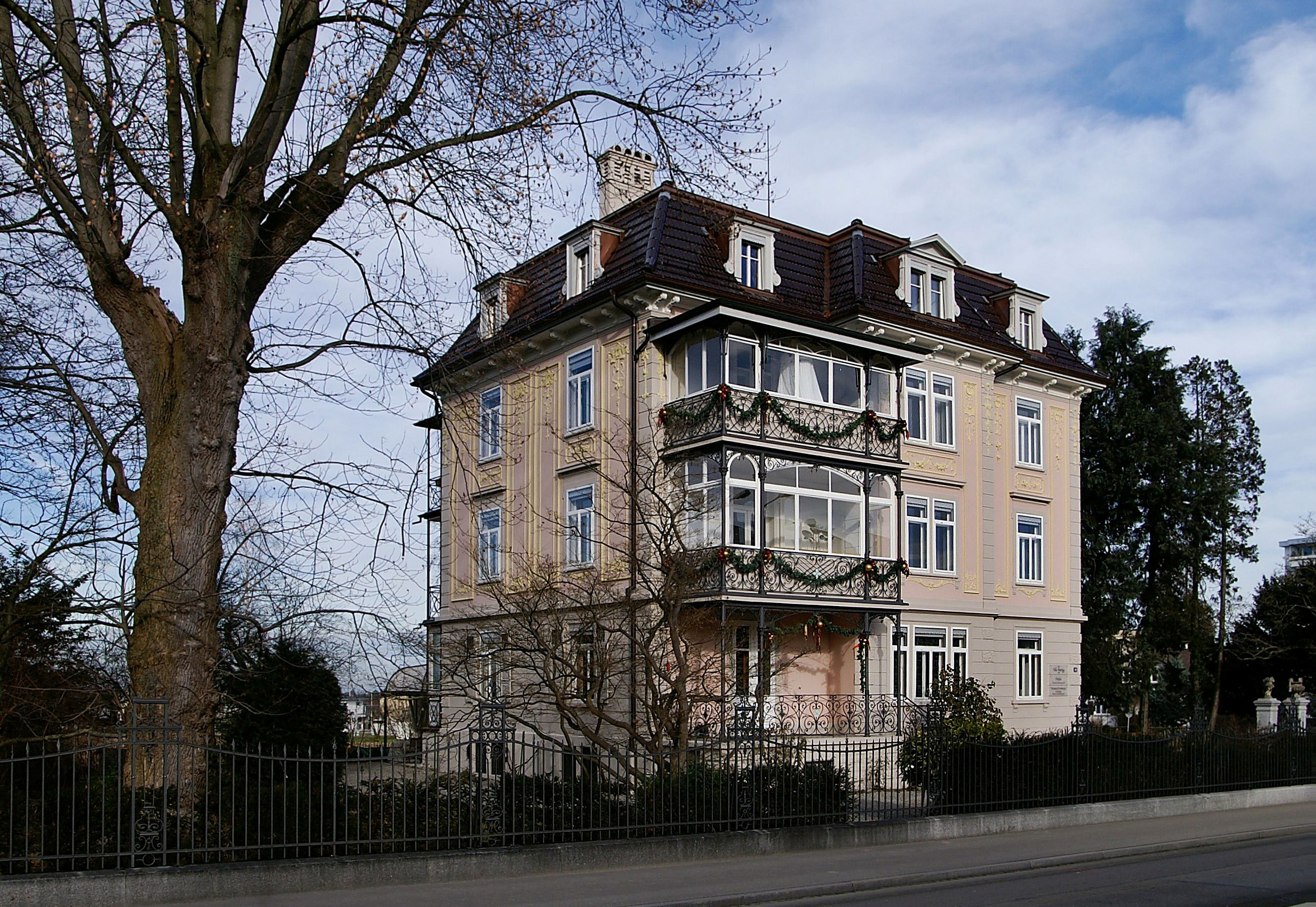

戈達赫是瑞士的城鎮，位於該國東北部，由聖加侖州負責管轄，面積4.7平方公里，海拔高度450米，2011年人口9,141，五成半人口信奉羅馬天主教，人口密度每平方公里1945人。

## 外部連結
- Official website （页面存档备份，存于） （德文）